# Ada Summers
Ada Summers, född 1861, död 1944, var en brittisk politiker (Liberal Party) och jurist. Hon var Storbritanniens första kvinnliga domare, valda kvinnliga lokalpolitiker och borgmästare. 
Hon valdes 1912 till stadsrådet i Stalybridge och blev som sådan landets första kvinna att väljas in i ett lokalt parlament. Hon var borgmästare i Stalybridge 1919-1921 och som sådan landets första borgmästare. 
Hon blev Storbritanniens första kvinnliga domare när hon 31 december 1919 utnämndes till fredsdomare en vecka efter att Sex Disqualification (Removal) Act 1919 hade gjort det möjligt. Som fredsdomare räknas hon dock inte som professionell heltidsdomare, och i den meningen blev Sybil Campbell den första kvinnliga domaren 1945. 